# Сержантов, Александр Владимирович
Александр Владимирович Сержантов (род. 1961) — российский военачальник, заместитель начальника Военной академии Генерального штаба ВС РФ по научной работе, доктор военных наук, профессор, заслуженный военный специалист РФ, член специального экспертного совета по военной науке и технике ВАК при Минобрнауки России, генерал-лейтенант.

## Биография
Родился в 1961 году в посёлке Гнездово Смоленской области.  На военной службе с 1978 года. В 1982 году окончил Смоленское высшее зенитно-ракетное командное училище.

### Военная служба
В 1982—1990 годах проходил службу на должностях командира взвода — старшего офицера, командира батареи, командира зенитной артиллерийской батареи, командира группы боевого управления — начальника разведки зенитного артиллерийского полка мотострелковой дивизии общевойсковой армии Ленинградского военного округа.
В 1990—1993 годах слушатель Военной академии противовоздушной обороны Сухопутных войск им. Маршала Советского Союза А. М. Василевского.

### На научной и преподавательской работе
В 1993—1996 годах адъюнкт очной адъюнктуры Военной академии противовоздушной обороны Сухопутных войск им. Маршала Советского Союза А. М. Василевского.
В 1996—2001 годах проходил службу на должностях от преподавателя до доцента кафедры управления огнем Военной академии противовоздушной обороны Сухопутных войск им. Маршала Советского Союза А. М. Василевского.
В 2001—2004 годах докторант очной докторантуры Военного университета войсковой противовоздушной обороны Вооружённых Сил Российской Федерации.
В 2004—2005 годах начальник кафедры вычислительной техники Военного университета войсковой противовоздушной обороны Вооружённых Сил Российской Федерации.
В 2005—2007 годах слушатель Военной академии Генерального штаба Вооружённых сил Российской Федерации.
В 2007—2017 годах проходил службу на должностях — старшего преподавателя, профессора и заместителя начальника кафедры военной стратегии Военной академии Генерального штаба Вооружённых сил Российской Федерации.
В 2017—2019 годах начальник Центра военно-стратегических исследований Военной академии Генерального штаба Вооружённых сил Российской Федерации.
С мая 2019 года Указом Президента Российской Федерации назначен заместителем начальника Военной академии Генерального штаба Вооружённых сил Российской Федерации по научной работе.
Указом Президента РФ № 355 от 11 июня 2021 года присвоено звание «генерал-лейтенант».
Указами президента Российской Федерации присвоено почётное звание «Заслуженный военный специалист РФ».
С 2021 года входит в состав научного совета при Совете Безопасности Российской Федерации.
Опубликовал более 150 научных публикаций и 3 монографий. Является соавтором 4 учебников, 8 учебных пособий,  разработал более 40 учебно-методических материалов.
В марте 2021 года участвовал в специальной конференции созданной в соответствии с решением начальника Генерального штаба Вооружённых сил Российской Федерации — первого заместителя министра обороны РФ Генерала армии Валерия Герасимова посвящённый противодействию фальсификации истории Великой Отечественной и Второй мировой войн.
Целью научного мероприятия являлось проведение экспертной оценки угроз национальной безопасности России, связанных с фальсификацией истории Великой Отечественной и Второй мировой войн, в условиях возрастающего информационно-психологического давления, которое оказывается на Российскую Федерацию странами НАТО с целью пересмотра итогов Второй мировой войны и роли государств антигитлеровской коалиции в разгроме нацистской Германии и ее сателлитов.

## Научная деятельность
Исследует проблемы применения Вооруженных Сил Российской Федерации в стратегических действиях.— Военная мысль, № 5, 2011
- А. В. Сержантов, А. П. Мартофляк —

Основные направления научной деятельности: формы и способы применения Вооружённых Сил РФ, Вооружённых Сил США и других зарубежных государства в мирное и военное время; подготовка и проведение стратегических операций ВС РФ; строительство и развитие военной организации Российской Федерации, Вооружённых Сил РФ и других войск. Разработал и внедрил в учебный процесс и деятельность Генерального штаба ВС РФ методику планирования стратегической операции по поражению критически важных объектов противника.

## Основные научные работы
- Анализ особенностей современных военных конфликтов // Военная мысль, № 5, 2011. — стр. 36-45
- А. В. Сержантов — Трансформация содержания войны: от прошлого к современному // Военная мысль, № 1, 2021. — стр. 45-56
- Сержантов А. В., Мажуга С. Н., Лойко В. В.  — Войны грядущего: какими они будут? Новые сценарии, задачи и последствия // Независимое военное обозрение, 27 сентября 2019
- Список публикаций на сайте «Военная аналитика»

## Награды
- Орден За военные заслуги
- Орден Почёта
- Государственная премия Российской Федерации имени Маршала Советского Союза Г. К. Жукова в области военной науки (7 мая 2024) — за военно-исторический труд (монографию) «Сирийский гамбит: чёрные начинают и проигрывают. Итоги, уроки, прогнозы»[9]
- Медали СССР и РФ
- Ведомственные награды Министерства обороны РФ